# Protaetia renei
Protaetia renei är en skalbaggsart som beskrevs av Rataj 1986. Protaetia renei ingår i släktet Protaetia och familjen Cetoniidae. Inga underarter finns listade i Catalogue of Life.